# 메론키넨비
메론키넨비(일본어: メロン記念日)는 헬로! 프로젝트에 소속되어 있었던 일본의 여성 아이돌 그룹이다. 연예사무소 업프런트 에이전시(현 업프런트 프로모션)에 소속되어 있었다. 2010년 5월 3일, 나카노 선플라자에서의 공연을 마지막으로 해산했다. 이후 2025년, 데뷔 25주년을 기념해 기간 한정으로 재결성했다.

## 멤버
- 사이토 히토미 (2대 리더), 섹시 담당
- 무라타 메구미 (초대 리더), 메르헨 담당
- 오오타니 마사에, 보이쉬 담당
- 시바타 아유미, 내츄럴 담당

## 특징
- 초기의 부진에서 벗어나 장기간에 걸쳐 활동했기 때문에, 팬도 상당히 열광적이고 팬의 연령층도 높은 경향이 있다. 그런 충성도 높은 팬에게 지지받고 있는 것을 멤버는 인정하고 있으며, 그런 팬들을 멤버는 블로그나 라이브 등에서 "오타모다치(ヲタモダチ)"라고 부르고 있는데, 물론 나쁜 의미는 아니다. 무라타가 말하길 「자타공인 서민파 아이돌」.
- 「이 유닛이 존재하지 않았다면, 아마 어디에서 아는 사이가 되었더라도 친구가 되지는 못 했을거라고 생각한다」고 멤버 전원이 서로를 평가할 정도로 4명의 성격이 다르고, 그 네 개의 다른 개성의 조합이 독특한 매력을 만들어 내고 있는 그룹.
- 하로프로에서 얼마 되지 않는, 멤버 체인지가 없는 그룹 중의 하나이다.
- 그룹 결성 당시의 리더는 최연장자인 무라타 메구미였다. 하지만 2002년 10월에 싱글〈香水〉의 발매를 앞두고 리더가 사이토 히토미로 바뀌었다는 것이 싱글 발매기념 이벤트에서 발표되었다. 리더 교체는 멤버들간의 상의 하에 결정되었다고 한다.
- 초기의 악곡에서는 시바타 아유미, 오오타니 마사에 2명이 메인을 맡고 있지만, 한 때는 시바타 혼자 주요 멜로디를 부르고 다른 세 사람은 백 코러스를 맡은 「香水」와 같은, 실질 시바타가 센터를 담당하는 악곡도 몇 개 정도 만들어졌다. 그 뒤에는 「넷이서 메론」이 정착되어, 한 사람에 치중된 구성이 되고 있지는 않다.
- 하로프로 재적중일 때 계열적 변화의 한 가지로서, 층쿠♂의 관련을 들 수 있다. 층쿠가 모든 것을 책임진 곡은 2005년의 「肉体は正直なEROS」가 마지막이고, 샤란Q나 Something ELse 멤버 등 다채로운 뮤지션이 곡을 제공했다. 소위 킬러튠이라고 일컬어지는 몇 곡 정도는 신도 아츠시가 작곡한 적도 있는 등, 층쿠의 컬러가 옅은 유닛이다.
- 원래는 모닝구무스메。의 여동생 그룹으로서 결성되었지만 모닝구무스메。가 멤버 체인지를 반복해 나간 결과 2005년 4월에 야구치 마리가 탈퇴한 이후로는 모닝구무스메。에 재적된 어느 멤버보다도 메론키넨비의 멤버들이 나이가 많은 상태가 되었다(메론키넨비의 최연소는 1984년 2월생인 시바타 아유미, 해산 시점에서 모닝구무스메。의 최연장자는 1986년 9월생인 다카하시 아이). 그런 이유에서 오가와 마코토가 「메론 언니 (メロン姉さん)」라고 부른 적이 있다.
- 멜론과 관련된 녹색이 심벌 마크로 보인다. 공식 콘서트 굿즈나 라이브에서 사용되는 사이리움의 색상에 녹색이 주로 사용되는 걸 볼 수 있다.
- 스케줄이 없을 때는 멤버끼리 별로 만나지 않고 개별 행동을 취하고 있다고 공언. 블로그에서 네 사람의 글을 통해 알 수 있다.
- '메론기념일(メロン記念日)은 몇 월 며칠인가'가 가끔씩 화제에 오르는데 멤버들은 "CD 데뷔일인 2월 19일" 이라고 답하는 경우가 많다. 하지만 "매일매일이 메론기념일" 이라고 답한 경우도 있다.
- 메론키넨비 해산 후, 무라타 메구미는 업프런트에 잔류해 본인명을 탤런트명(ムラタメグミ)으로 개명해 활동(2011년 3월 31일에 연예계를 졸업.), 시바타 아유미는 다른 사무소에 이적해, 활동, 오오타니 마사에는 개인 활동으로 각각 예능 활동을 계속하고 있지만, 사이토 히토미는 메론키넨비의 활동으로 연예계로부터 은퇴해, 그 후 결혼했으나, 이혼. 현재, 현지인 니가타의 FM라디오「FM니가타」에서 퍼스낼리티로서 활동을 시작한다(자세한 것은 각 멤버의 개인 항목 참조.).

## 약력
- 1999년 8월 10일,《제2회 모닝구무스메。& 헤이케 미치요 여동생 오디션》에서 응모자 3687명 중에서 4명이 합격하여 유닛을 결성하였다.
- 1999년 12월 28일, 유닛명이 메론키넨비로 결정되었다.
- 2000년 2월 19일, 층쿠♂ 프로듀스로 데뷔하였다.
- 2009년 3월 31일, 헬로! 프로젝트를 졸업했다. 다음 달부터 신팬클럽「메론키넨부(メロン記念部)」로 독립된다.
- 2010년 2월 19일, 메론키넨비 10th ANNIVERSARY LIVE「탄생 3654일 감사제」에서 해산을 발표하였다[1].
- 2010년 5월 3일, 메론키넨비 FINAL STAGE「MELON'S NOT DEAD」공연 끝으로 활동을 종료하였다.
- 2010년 6월 30일, 팬클럽 운영 종료.
- 2011년 4월 16일, 도쿄의 요요기 공원에서 멤버 4명이 모여 동일본 대지진의 모금 활동「질까 보냐!! 힘내라 도호쿠!!!」를 실시한다. 이것이 그룹 해산 후, 처음으로 국가 기관에서 4명 모이고 모습을 보인 것이 된다.
- 시바타는 2011년 유니버설 뮤직에서 솔로로 메이저 데뷔. 그 뒤 계약종료 후 2013년 6월부터 11월까지 프리, 2014년부터 새로운 사무소「SMC 엔터테인먼트」에서 록을 중심으로 재시동을 발표. 오오타니는 라이브 중심의 가수로서 활동 중. 연예계를 은퇴한 사이토는 고향인 니이가타에서 라디오 퍼스널리티로 활동, 무라타는 고향 미야기로 돌아가 있다.
- 2013년 12월 6일, 이달 31일 마지막 날에 열리는 헬로! 프로젝트 첫 카운트다운 라이브 공연「Hello! Project COUNTDOWN PARTY 2013 ~GOOD BYE & HELLO!~」에 "타이요토시스코문"과 함께 하룻 밤에서 부활을 한다고 발표.
- 2013년 12월 31일 ~ 2014년 1월 1일,「Hello! Project COUNTDOWN PARTY 2013 ~GOOD BYE & HELLO!~」1부, 2부 모두에 출연.
- 2018년 10월 21일,「Hello! Project 20th Anniversary!! Hello! Project 하로! 페스 2018」에 출연.
- 2025년 1월 1일, X의 어카운트를 개설해, 데뷔 25주년을 기념해 기간 한정 재결성하는 것을 발표. 오오타니 마사에의 생각을 존중해, 이번은 사이토 히토미, 무라타 메구미, 시바타 아유미의 3명으로 활동한다.
- 2025년 3월 29일,「Hello! Project 히나페스 2025」에 출연예정.

## 음악

### 싱글

#### 메이저
1. 甘いあなたの味 (2000년 2월 19일)
  - 커플링：スキップ！
    - 오리콘 싱글 차트 최고 60위
2. 告白記念日 (2000년 6월 28일)
  - 커플링：ふわふわふー
    - 오리콘 싱글 차트 최고 42위
3. 電話待っています (2001년 3월 7일)
  - 커플링：もう 待てませ～ん！
    - 오리콘 싱글 차트 최고 53위
4. This is 運命 (2001년 10월 11일)
  - 커플링：Wa! かっちょEなッ！
    - 오리콘 싱글 차트 최고 28위
5. さぁ!恋人になろう (2002년 2월 14일)
  - 커플링：ガールズパワー・愛するパワー
    - 오리콘 싱글 차트 최고 20위
6. 夏の夜はデインジャー! (2002년 6월 19일)
  - 커플링：愛メラメラ 恋ユラユラ
    - 오리콘 싱글 차트 최고 14위
7. 香水 (2002년 10월 23일)
  - 커플링：恋愛レストラン
    - 오리콘 싱글 차트 최고 12위
8. 赤いフリージア (2003년 1월 29일)
  - 커플링：遠慮はなしよ！
    - 오리콘 싱글 차트 최고 10위
9. チャンス of LOVE (2003년 5월 8일)
  - 커플링：夏
    - 오리콘 싱글 차트 최고 10위
10. MI DA RA 摩天楼 (2003년 9월 10일)
  - 커플링：二人のパラダイス
    - 오리콘 싱글 차트 최고 15위
11. かわいい彼 (2003년 12월 3일)
  - 커플링：初雪
    - 오리콘 싱글 차트 최고 14위
12. 涙の太陽 (2004년 6월 9일)
  - 커플링：さあ、早速盛り上げて行こか～!!
    - 오리콘 싱글 차트 최고 15위
13. シャンパンの恋 (2004년 10월 27일)
  - 커플링：恋の仕組み。
    - 오리콘 싱글 차트 최고 25위
14. 肉体は正直なEROS (2005년 2월 9일)
  - 커플링：ほとんどがあなたです。
    - 오리콘 싱글 차트 최고 21위
15. アンフォゲッタブル (2007년 3월 28일)
  - 커플링：サクラ色の約束
    - 오리콘 싱글 차트 최고 16위
16. お願い魅惑のターゲット (2007년 9월 5일)
  - お願い魅惑のターゲット～マンゴープリン Mix ～
  - お願い魅惑のターゲット (オリジナル new Ver.)
    - 오리콘 싱글 차트 최고 50위
    - 2006년에 발매한 인디즈반의 리메이크
17. カリスマ・綺麗 (2008년 3월 19일)
  - 커플링：オンナザカリ
    - 오리콘 싱글 차트 최고 62위
    - 2007년에 발매한 앨범「メロンジュース」의 싱글 커버

#### 인디즈
1. お願い魅惑のターゲット/Crazy Happy! (2006년 6월 10일)
  - 양A면이기 때문에 커플링은 없음

#### 락화 계획 콜라보레이션 싱글
타워 레코드 한정 발매. 콜라보 싱글 모두 타워 레코드 점포에서 구입하면 구입자 특전으로서 오리지널 CD케이스, 온라인 숍에서 모두 구입하면 오리지널 PC벽지가 선물되었다.
1. DON'T SAY GOOD-BYE (2009년 6월 24일)
  - BEAT CRUSADERS와의 콜라보레이션 싱글
2. ピンチはチャンス バカになろうぜ! (2009년 7월 22일)
  - 뉴로티카와의 콜라보레이션 싱글
3. sweet suicide summer story (2009년 8월 12일)
  - 미도리와의 콜라보레이션 싱글
4. 青春・オン・ザ・ロード (2009년 10월 21일)
  - THE COLLECTORS와의 콜라보레이션 싱글
5. メロンティー (2009년 12월 30일)
  - GOING UNDER GROUND와의 콜라보레이션 싱글

### 앨범

#### 오리지널 앨범
1. 1st Anniversary (2003년 3월 12일)
2. THE 二枚目 (2004년 12월 1일)
3. MELON'S NOT DEAD (2010년 2월 17일)

#### 미니 앨범
1. メロンジュース (2007년 12월 12일)

#### 베스트 앨범
1. FRUITY KILLER TUNE (2006년 12월 6일)
2. MEGA MELON (2008년 12월 10일)
3. URA MELON (2010년 4월 21일)

#### 참가 앨범
1. THE BLUE HEARTS "25th Anniversary" TRIBUTE (2010년 2월 24일)
  - 3곡째의「キスしてほしい (トゥー・トゥー・トゥー)」를 커버하고 있다.

### DVD/VHS

#### PV집
1. 메론키넨비 싱글M 클립스① (2002년 11월 27일)
2. 메론키넨비 싱글V 클립스② (2003년 12월 3일)
3. 메론키넨비 싱글V 클립스③ (2007년 5월 9일)

#### 콘서트 영상
1. 메론키넨비 Live Tour 2003 봄 ~1st Anniversary~ (2003년 5월 8일)
2. 메론키넨비 ~'03 크리스마스 스페셜 쵸시부 메론~ (2004년 2월 11일)
3. 메론키넨비 라이브 투어 2004 여름 ~극상 메론~ (2004년 11월 26일)
4. 하로☆프로 파티~! 2005 ~마츠우라 아야 캡틴 공연~ (2005년 12월 7일)
5. 메론키넨비 CONCERT TOUR 2005 WINTER 오늘도 메론 내일도 메론, 크리스마스는 마스크메론으로! (2006년 3월 15일)
6. 메론키넨비 콘서트 투어 2006 겨울 FRUITY KILLER TUNE (2007년 3월 28일)
7. 하로☆프로 온스테이지! 2007『Rock이에요!』(2007년 4월 25일)
8. 메론키넨비 FINAL STAGE『MELON'S NOT DEAD』(2010년 7월 14일)
9. 메론키넨비 FINAL STAGE “MELON'S NOT DEAD” (Digitally Remastered Version) (2025년 7월 30일)

#### 팬클럽 한정
1. 이벤트V 2쇼트로 연인 기분! (2003년 12월 6일)
2. 메론키넨비 일본청년관 공연 '05 리뷰&콘서트『무라타씨 안녕?』(2005년 6월 2일)
3. 메론키넨비 라이브하우스 투어 2006 ~작열 천국~
4. 메론키넨비 카운트다운 라이브 2007-2008『100% 메론 쥬스』
5. 메론키넨비 라이브하우스 투어 2008 『4차원 잭!!』
6. 메론키넨비 콘서트 2008 겨울『MEGA MELON SINGLE MATCH』
7. 메론키넨비 COUNTDOWN LIVE 2008-2009『MEGA MELON DEATH MATCH』(기간 한정 통신 판매 / MEGA MELON DEATH MATCH 회장 판매)
8. 메론키넨비 라이브 투어 2009『개선』
9. 메론키넨비 이야기 ~Decade of MELON KINEN-BI~ (2010년 6월 30일)

#### 그 외
1. 사이보그 시바타 (2002년 12월 4일) *아이돌을 찾아라！컬렉션 vol.1
2. 캡틴 시바타 (2002년 12월 4일) *아이돌을 찾아라！컬렉션 vol.2
3. 신 사이보그 시바타!! (2004년 9월 29일)
4. 싸워라!! 사이보그 시바타3 (2005년 9월 28일)

## 공연

### 단독 콘서트
- 메론키넨비 퍼스트 콘서트「이것이 기념일」(2002년 12월 9일 ~ 19일, 4개 도시 4회 공연)
- 메론키넨비 라이브 투어 2003 봄 ~1st Anniversary~ (2003년 3월 8일 ~ 23일, 7개 도시 8회 공연)
- 메론키넨비 라이브 투어 2003 SUMMER ~여름 메론~ (2003년 8월 9일 ~ 22일, 6개 도시 9회 공연)
- 메론키넨비 단독 콘서트 ~'03 크리스마스 스페셜 쵸시부 메론~ (2003년 12월 13일 ~ 14일, 1개 도시 3회 공연)
- 메론키넨비 라이브 투어 2004 봄 ~정말 반해버릴거야!~ (2004년 3월 5일 ~ 21일, 8개 도시 11회 공연)
- 메론키넨비 스페셜 라이브 2004 ~보너스!~ (2004년 6월 14일 ~ 16일, 1개 도시 3회 공연)
- 메론키넨비 라이브 투어 2004 여름 ~극상 메론~ (2004년 8월 10일 ~ 29일, 9개 도시 12회 공연)
- 메론키넨비 콘서트 투어 2004 겨울 ~더☆메론쇼!~ (2004년 12월 11일 ~ 26일, 3개 도시 5회 공연)
- 메론키넨비 일본청년관 공연 리뷰＆콘서트『무라타씨, 안녕?』(2005년 2월 17일 ~ 20일, 1개 도시 6회 공연)
- 메론키넨비 콘서트 투어 2005 겨울『오늘도 메론 내일도 메론 크리스마스는 마스크메론으로！』(2005년 12월 10일 ~ 25일, 3개 도시 5회 공연)
- 메론키넨비 콘서트 2006『MEL-ON TARGET』(2006년 6월 10일 ~ 11일, 1개 도시 3회 공연)
- 메론키넨비 라이브하우스 투어 2006 ~작열 천국~ (2006년 8월 13일 ~ 9월 23일, 7개 도시 9회 공연)
- 메론키넨비 콘서트 투어 2006 겨울『FRUITY KILLER TUNE』(2006년 12월 16일 ~ 12월 30일, 3개 도시 5회 공연)
- 메론키넨비 라이브하우스 투어 2007 ~LOCK ON！~ (2007년 9월 1일 ~ 30일, 5개 도시 9회 공연)
- 메론키넨비 카운트다운 라이브 2007-2008『100%메론 쥬스』(2007년 12월 31일 ~ 2008년 1월 1일, 1개 도시 1회 공연)
- 메론키넨비 라이브하우스 투어 2008 『4차원 잭!!』(2008년 9월 6일 ~ 9월 21일, 3개 도시 4회 공연)
- 메론키넨비 콘서트 2008 겨울『MEGA MELON SINGLE MATCH』(2008년 12월 28일, 1개 도시 2회 공연)
- 메론키넨비 COUNTDOWN LIVE 2008-2009『MEGA MELON DEATH MATCH』(2008년 12월 31일 ~ 2009년 1월 1일, 1개 도시 1회 공연)
- 메론키넨비 라이브 투어 2009『개선』(2009년 8월 16일 ~ 9월 6일, 4개 도시 7회 공연)
- 메론키넨비 2009 지쳐 라이브 고양이! 고양이! 고양이! (2009년 12월 30일, 1개 도시 1회 공연)
- 메론키넨비 2009 ~ 10 카운트다운 라이브 호랑이! 호랑이! 호랑이! (2009년 12월 31일 ~ 2010년 1월 1일, 1개 도시 1회 공연)
- 메론키넨비 10th ANNIVERSARY LIVE『탄생 3654일 감사제』(2010년 2월 19일, 1개 도시 1개 공연)
- 메론키넨비 10th ANNIVERSARY LIVE『2000~2004』『2005~2010』(2010년 2월 21일, 1개 도시 2회 공연)
- 메론키넨비 FINAL TOUR『MELON'S NOT DEAD』(2010년 4월 24일 ~ 25일, 2개 도시 2회 공연)
- 메론키넨비 FINAL STAGE『MELON'S NOT DEAD』(2010년 5월 3일, 1개 도시 1회 공연)
- 메론키넨비'25 라이브 투어 ~숙멜론~ (2025년 8월 9일 ~ 10월 4일, 7개 도시 14회 공연)

### 그 외의 콘서트
- Hello! Project 해피 뉴 이어 2000 (2000년 1월 2일 ~ 30일)
- Hello! Project 2000 모여라 섬머 파티 (2000년 7월 15일 ~ 9월 10일)
- Hello! Project 2001 대단하다구! 21세기 (2001년 1월 2일 ~ 2월 25일)
- Hello! Project 2001 TOGETHER! 섬머파티! (2001년 7월 14일 ~ 28일)
- Hello! Project 2002 ~올해도 대단하다구~ (2002년 1월 2일 ~ 2월 17일)
- Hello! Project 2002 ~ONE HAPPY SUMMER DAY~ (2002년 7월 13일 ~ 28일)
- Hello! Project 2003 Winter ~즐겨버리고 있습니다!~ (2003년 1월 2일 ~ 2월 2일)
- Hello! Project 2003 여름 ~좋아! 깜짝 썸머!!~ (2003년 7월 19일 ~ 27일)
- Hello! Project 2004 Winter ~C'MON! 댄스 월드~ (2004년 1월 3일 ~ 25일)
- Hello! Project 2004 Summer ~여름의 쿵~ (2004년 7월 17일 ~ 8월 1일)
- Hello! Project 2005 Winter ~A HAPPY NEW POWER! 홍조~ (2005년 1월 4일 ~ 23일)
- Hello! Project 2005 Winter 올스타즈 대난무 ~A HAPPY NEW POWER! 이이다 카오리 졸업 스페셜~ (2005년 1월 29일・30일, 요코하마 아레나)
- 하로☆프로 파티~! 2005 ~마츠우라 아야 캡틴 공연~ (2005년 6월 4일 ~ 26일, 11개 도시, 23회 공연)
- Hello! Project 2005 여름의 가요쇼 ~'05 셀렉션! 콜렉션!~ (2005년 7월 10일 ~ 24일)
- 하로☆프로 파티~! 2005 ~마츠우라 아야 캡틴 공연 NEO~ (2005년 9월 3일 ~ 11월 27일, 18개 도시, 35회 공연)
- Hello! Project 2006 Winter ~엘더클럽~ (2006년 1월 2일 ~ 22일)
- Hello! Project 2006 Winter ~전원 모여 GO!~ (2006년 1월 28일・29일, 요코하마 아레나)
- Hello! Project 2007 Winter ~엘더클럽 The Cerebration~ (2007년 1월 5일 ~ 20일)
- Hello! Project 2007 Winter ~집결! 10th Anniversary~ (2007년 1월 27일・28일, 요코하마 아레나)
- 하로☆프로 온스테이지! 2007 『Rock이에요!』（2007년 2월 9일 ~ 18일, 1개 도시, 11회 공연)
- Hello! Project 2007 Summer 10th 애니버서리 대감사제 ~하로☆프로 여름축제~ (2007년 7월 15일 ~ 29일)
- Hello! Project 2008 Winter ~카시마시 엘더클럽~ (2008년 1월 5일 ~ 19일)
- Hello! Project 2008 Winter ~결정! 하로☆프로 어워드 '08~ (2008년 1월 26일・27일, 요코하마 아레나)
- Hello! Project 2009 Winter 엘더클럽 공연 ~Thank you for your LOVE!~ (2009년 1월 10일・11일・17일・24일)
- Hello! Project 2009 Winter 결정! 하로☆프로 어워드 '09 ~엘더클럽 졸업기념 스페셜~ supported by YOKOHAMA ARENA 20th Anniversary (2009년 1월 31일・2월 1일, 요코하마 아레나)
- Hello! Project COUNTDOWN PARTY 2013 ~GOOD BYE & HELLO! 제1부, 제2부 (2013년 12월 31일 ~ 2014년 1월 1일, 나카노 선플라자)
- Hello! Project 20th Anniversary!! Hello! Project 하로! 페스 2018 (2018년 10월 21일, 아야노쿠니 쿠마가와 돔)

### 뮤지컬
- LOVE 센츄리 -꿈은 꾸지 않으면 시작되지 않아- (2001년 5월 3일 ~ 27일, 모닝구무스메。주연)
- 초원의 사람 (2003년 2월 7일 ~ 23일, 마츠우라 아야 주연)
- 어서오세요 (2004년 2월 4일 ~ 28일, 아베 나츠미 주연)
- Girl's Knight (2006년 3월 9일 ~ 12일, 메론키넨비 주연)

### 연극
- 극단 게키하로 창단 공연 「에도에서 착신!? ~타임 슬립 to 권외!~」 (2006년 11월 1일 ~ 12일, Berryz코보 주연)
- 극단 X-QUEST 「나를 토성에 데려다줘! ~RPG Fly Me To The Saturn~」 (2007년 5월 11일 ~ 20일)
- 극단 토노쵸 「토노쵸 'vol.5 ~우주에 터치~」 (2007년 10월 31일 ~ 11월 4일, 객연)
- 하마 (2008년 4월 30일 ~ 5월 6일, 메론키넨비 주연), 제작협력 : 극단 산포도라쿠
- 하마2 (2008년 8월 6일 ~ 10일, 메론키넨비 주연), 제작협력 : 극단 산포도라쿠
- 하마3 (2009년 3월 14일 ~ 22일, 메론키넨비 주연), 제작협력 : 극단 산포도라쿠
- UNO:R (2009년 7월 1일 ~ 5일, 메론키넨비 주연)
- 메론키넨비 이야기 ~Decade of MELON KINEN-BI~ (2010년 3월 17일 ~ 22일, 메론키넨비 주연)

## 출연

### 텔레비전
- 모닝구무스메。의 배꼽 (2000년 2월 17일 ~ 3월 9일, 테레비도쿄)
- 하로! 모닝구。(2000년 4월 9일 ~ 2007년 4월 1일, 테레비도쿄) ※프로그램 내 미니 드라마《발레리나 전대 메론》,《작은 사랑의 기념일》,《뛰쳐나와라! 아르바이트 시바타》에 출연
- TOP50 가라오케＆클립 (2000년 10월 ~ 2001년 9월, CS 다이이치 코쇼 스타 카라오케)
- 아이돌을 찾아라! (2001년 7월 ~ 10월, 테레비도쿄) ※프로그램 내 미니 드라마《사이보그 시바타》,《캡틴 시바타》에 레귤러 출연
- 웃어도 좋구말구 (2002년 12월 18일, 후지테레비) ※전화 깜짝 게스트에 출연
- 마녀。리카짱의 매지컬 비유덴 (2004년 11월 11일 ~ 30일, 테레비도쿄)
- 천재 테레비군 MAX (2005년 6월 13일 ~ 15일, NHK 교육 텔레비전) ※텐테레드라마《아이돌은 그만두지 않아?!》에 출연
- 무스메DOKYU! (2005년 8월 12일 ~ 9월 30일, 테레비도쿄)
- 온류 (2007년 9월 7일※ · 2008년 12월 19일, 테레비도쿄) ※오오타니를 제외한 세 명이 출연
- 우리들의 복숭아색 일기 (2009년 3월 ~ , BS11 디지털) ※제1화 시바타, 사이토, 제5화 오오타니, 무라타 출연
- 미녀방담 (2009년 4월 2일 ~ 2010년 3월 25일, 테레비도쿄) ※11월 26일 · 12월 3일에 시바타 출연

### 라디오
- COLORFUL PLEASURE (2002년 1월 5일 ~ 2005년 3월 26일, FM후지)
- 메론키넨비의「메론파」(2002년 4월 4일 ~ 2004년 3월 23일, CBC라디오) ※하이퍼나이트
- 영타운 토요일 (2004년 4월 ~ 2006년 3월, MBS라디오) ※시바타 아유미
- 미숙! 조숙!! 성숙!!! 완숙!!!! (2004년 9월 30일 ~ 2005년 3월 31일, NRN)
- 하로프로야넨 (2004년 10월 1일 ~ 29일, 2005년 12월 2일, ABC라디오)
- TBC FUN 필드 모렛츠 모대쉬 (2005년 6월 27일 ~ , 도호쿠 방송) ※무라타 메구미는 레귤러 출연
- TOKYO→NIIGATA MUSIC CONVOY (2005년 10월 3일 ~ , FM PORT)
- 메론 (웃음) (2005년 10월 4일 ~ 2006년 3월 28일, NRN)
- DJ Tomoaki’s Radio Show! (2007년 3월 22일, 시모키타FM)
- song 4 anniversary (2008년 4월 1일 ~ 2009년 9월 29일, 뮤직 버드)
- 메론키넨비의 쿡!! 나이트 (2008년 4월 5일 ~ 2009년 6월 27일, FM PORT)
- 메론키넨비의 쿡!! 나이트2 (2009년 11월 7일 ~ 2010년 3월, FM PORT)

### 인터넷
- The moving Radio 이건 역시 메론 기분 (2005년 3월 14일 ~ 2006년 8월 21일, 헬로! 프로젝트 on 프렛츠)
- 메론키넨비 인터뷰 (2009년 8월 25일, 못테코쇼텐 보관됨 2011-08-16 - 웨이백 머신)

## 서적

### 사진집
- Hello! project 2003 여름 (2003년 9월 30일, 다케쇼보) ISBN 4-8124-1370-2
- Hello! project 2004 winter 메론키넨비 (2004년 3월 13일, 다케쇼보) ISBN 4-8124-1597-7
- 메론키넨비 퍼스트 사진집「太陽と果実」(2004년 6월 9일, 소니 매거진) ISBN 4-7897-2271-6
- Hello! project 2004 summer 메론키넨비 (2004년 9월 29일, 다케쇼보) ISBN 4-8124-1839-9

## 관련 보기
- 헬로! 프로젝트
- M-line club
- 마츠우라 아야 - 신팬클럽명 AYAWAY (현재는 운영 종료)